# Рачинский, Михаил Казимир
Михаил Казимир Рачинский (1650 — 12 декабря 1737, Познань) — польский государственный деятель, воевода калишский (1729—1737) и познанский (1737).

## Биография
Представитель польского шляхетского рода Рачинских герба «Наленч». Третий сын Зигмунда Рачинского (1592—1662) и Катарины Еловицкой. Братья — Ян Кароль, Франтишек Стефан и Петр Рачинские. Основатель великопольской линии рода Рачинских.
Первоначально был связан с Радзивиллами, позднее стал ярым сторонником короля Августа III. С 1689 года занимал уряды подсудка гнезненского и познанского. В 1697 году был избран депутатом на элекционный сейм от Калишского воеводства, где поддержал кандидатуру саксонского курфюрста Августа Сильного на польский престол. В 1710—1720 годах — каштелян гнезненский, в 1720—1729 годах — калишский. В 1729 году Михаил Казимир Рачинский был назначен воеводой калишским, а в последний год жизни получил должность воеводы познанского.
Один из самых богатых магнатов Великой Польши. Род Рачинских добился большого политического влияния при его внуке, Казимире Рачинском (1739—1824), который родился через два года после смерти деда.
Один из основателей монастыря францисканцев в Возниках.

## Семья
Михаил Казимир Рачинский был женат на Кристине Катарине Теофиле Крассовской (1674—1724), от брака с которой у него было два сына:
- Виктор Рачинский (1698—1764), отец маршалка надворного коронного Казимира
- Леон Рачинский (1698—1755), генерал-поручик коронных войск.